# 圣于连 (埃罗省)
圣于连（法語：Saint-Julien，法語發音：[sɛ̃ ʒyljɛ̃] ⓘ）是法国埃罗省的一个市镇，位于该省西部，属于贝济耶区。

## 地名
法语人名“Julien”在日常人名译名以及《世界人名翻譯大辭典》、《法语姓名译名手册》等主流人名译名类书籍资料中译作“朱利安”，不过在《世界地名翻译大辞典》、《世界地名译名词典》和《法国地图册》等主流地名译名类书籍资料中译作“于连”。

## 地理
圣于连（43°34'9"N, 2°55'34"E）面积19.25 平方千米，位于法国奧克西塔尼大區埃罗省，该省份为法国南部沿海省份，南濒地中海，西南接奥德省，西北接塔恩省和阿韦龙省，东北与加尔省接壤。
与圣于连接壤的市镇（或旧市镇、城区）包括：康邦和萨尔韦格、阿古河畔弗赖斯、蒙斯、奥拉尔格、圣樊尚多拉尔格。
圣于连的时区为UTC+01:00、UTC+02:00（夏令时）。

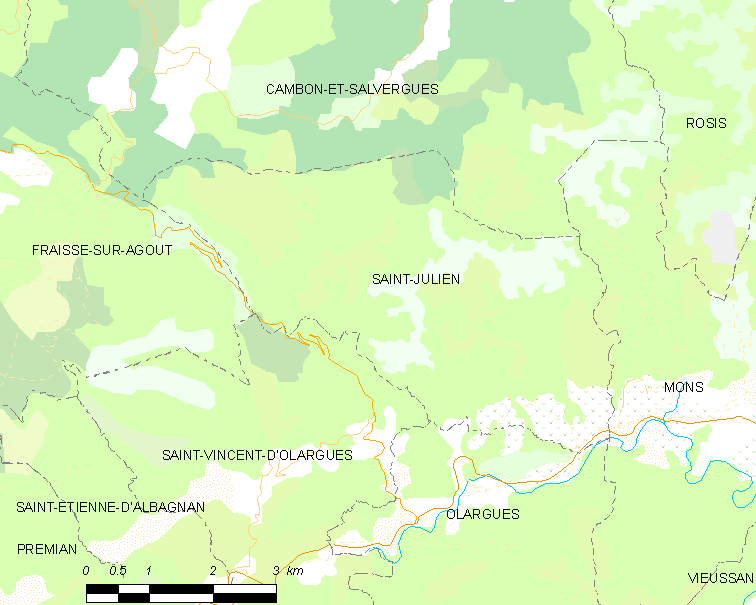
圣于连的OSM定位图

## 行政
圣于连的邮政编码为34390，INSEE市镇编码为34271。

## 政治
圣于连所属的省级选区为圣庞斯德托米耶尔县。

## 人口

1962-2008年间圣于连人口变化图示

圣于连于2022年1月1日时的人口数量为225人。